# Kutleš
Kutleš (en serbe cyrillique : Кутлеш) est un village de Serbie situé sur le territoire de la Ville de Leskovac, district de Jablanica. Au recensement de 2011, il comptait 558 habitants.

## Démographie

### Évolution historique de la population
| 1948 | 1953 | 1961 | 1971 | 1981 | 1991 | 2002 | 2011 |
| ---- | ---- | ---- | ---- | ---- | ---- | ---- | ---- |
| 690  | 752  | 780  | 772  | 779  | 781  | 651  | 558  |

|  |